# لوح نفرین

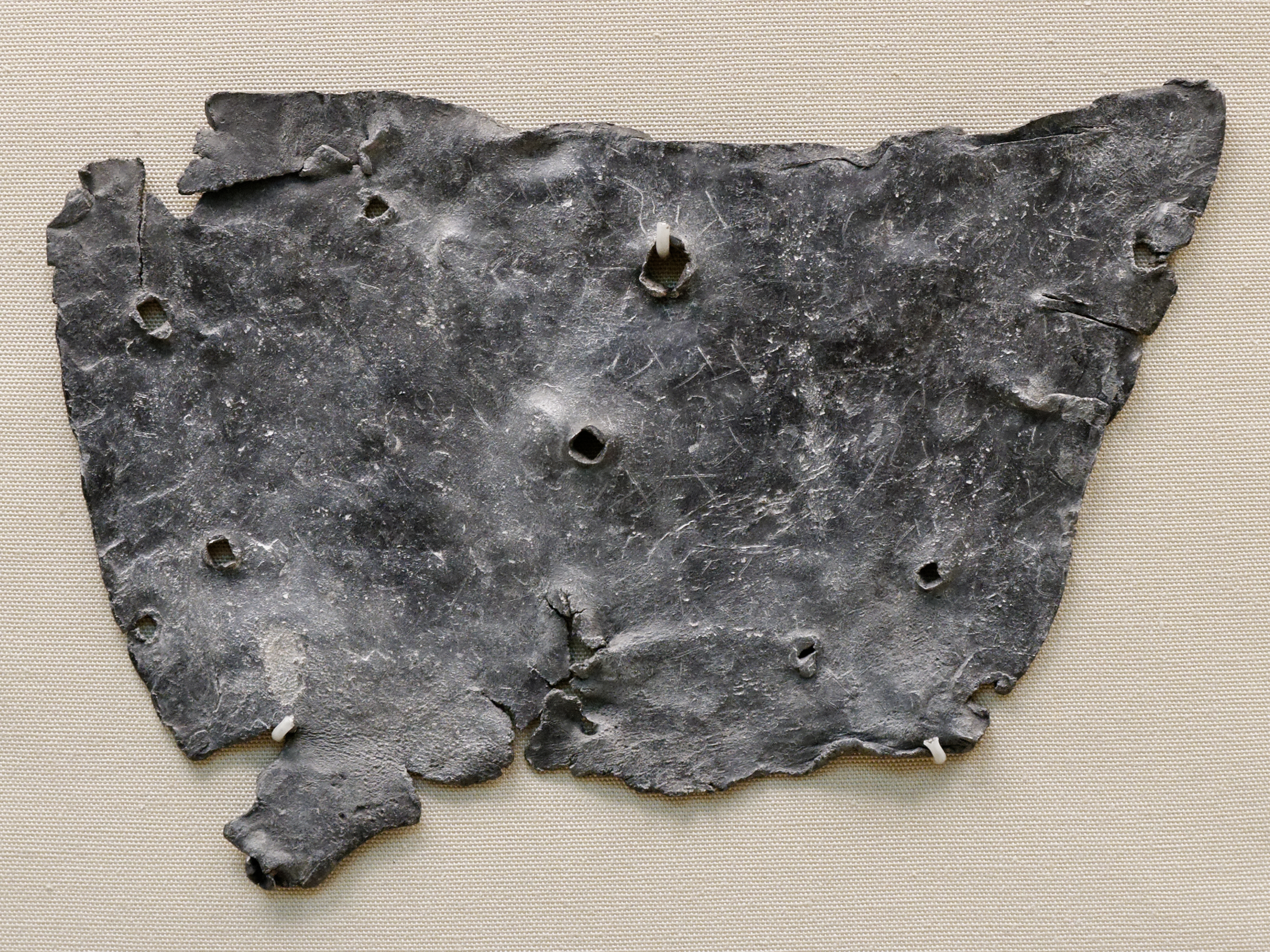
لوح نفرین یافت شده در لندن که متن نوشته شده بر روی آن به زبان لاتین زنی را نفرین به مرگ می‌کند اگر از رازی که دارد با کسی سخن گوید.

 لوح نفرین  (به انگلیسی: Curse tablet) گونه‌ای نفرین می‌باشد که در سرزمین یونانی رومی مورد استفاده قرار می گرفته است. لوح نفرین معمولاً شامل برگهٔ نازکی از جنس فلز سرب بوده که بر روی آن متنی به زبان لاتین حک می شده است و در این متن از خدایان رومی یا یونانی باستان شامل دوازده ایزد المپ‌نشین درخواست نابودشدن دشمنی می شده است، و سپس این متن توسط فرد درخواستگر در زیر خاک، چاه یا غیره پنهان می شده است.